# Бесекери
Бесекери (пол. Besiekiery) — село в Польщі, у гміні Ґрабув Ленчицького повіту Лодзинського воєводства.
Населення — 149 осіб (2011).
У 1975-1998 роках село належало до Конінського воєводства.

## Демографія
Демографічна структура станом на 31 березня 2011 року:
|          | Загалом | Допрацездатний вік | Працездатний вік | Постпрацездатний вік |
| -------- | ------- | ------------------ | ---------------- | -------------------- |
| Чоловіки | 77      | 16                 | 53               | 8                    |
| Жінки    | 72      | 5                  | 43               | 24                   |
| Разом    | 149     | 21                 | 96               | 32                   |